# Ischiocassis
Ischiocassis is een geslacht van kevers uit de familie bladkevers (Chrysomelidae).
De wetenschappelijke naam van het geslacht werd in 1917 gepubliceerd door Spaeth.

## Soorten
- Ischiocassis umbrata (Boheman, 1854)